# Tenis na Letních olympijských hrách 2020
Tenisový turnaj na Letních olympijských hrách 2020 byl šestnáctý ročník řádného a oficiálního olympijského turnaje. Probíhal v japonské metropoli Tokiu od soboty 24. července do neděle 1. srpna 2021. Dějištěm se staly otevřené dvorce s tvrdým povrchem DecoTurf v Tenisového parku Ariake, ležícím v olympijské zóně Tokijského zálivu. Kapacita areálu činila 19 900 míst. V červenci 2021 organizační výbor oznámil, že kvůli obnovení japonského nouzového stavu pro sílící epidemii covidu-19 v oblasti Tokia, se olympiáda uskuteční bez diváků. DecoTurf se stal povrchem na třetí olympiádě.
Tokijské hry se měly konat po čtyřech letech od Her XXXI. olympiády v Riu de Janeiru, během července a srpna 2020. Kvůli pokračující pandemii covidu-19 však byly v březnu 2020 o rok odloženy. Přesto si z marketingových důvodů podržely rok 2020 v názvu. Oficiálními organizátory se staly Mezinárodní olympijský výbor a Mezinárodní tenisová federace. Turnaj patřil do kalendáře profesionálních tenisových okruhů – mužského ATP Tour a ženského WTA Tour. Do mužského a ženského žebříčku se tenistům nezapočítávali žádné body.
Kvalifikační kritéria umožnila účast 192 tenistů ze 45 národních výprav, kteří bojovali o medaile v mužské dvouhře a čtyřhře, ženské dvouhře a čtyřhře a také ve smíšené čtyřhře. Mezi změny vůči předchozím ročníkům patřilo mužské finále hrané na dva vítězné sety namísto tří a 10bodový supertiebreak ve čtyřhrách za stavu setů 1–1, formát dříve hraný již v mixu.
Nejvýše nasazenými v singlových soutěžích se staly světové jedničky, Srb Novak Djoković a Australanka Ashleigh Bartyová, která na olympijských hrách debutovala. Do turnaje zasáhlo sedm medailistů z LOH 2016 a sedm hráčů, kteří získali v minulosti cenný kov na Letní olympiádě mládeže.
Poprvé od tenisového turnaje na Letních olympijských hrách 1920 v Antverpách, kterého se američtí tenisté neúčastnili, nezískali Američané ani jednu medaili.

## Kvalifikační kritéria
Každý národní olympijský výbor (NOV) byl oprávněn nominovat maximálně šest tenistů a šest tenistek, z toho až čtyři jednotlivce do dvouhry a dva páry do každé soutěže čtyřhry. Žebříčkové postavení vycházelo z vydání 14. června 2021 po skončení French Open.

### Podmínky účasti v Davis Cupu a Billie Jean King Cupu
Pro účast na olympijských hrách byli všichni tenisté povinni být součástí nominace týmu alespoň ve třech mezistátních utkáních Davis Cupu či Billie Jean King Cupu olympijského cyklu 2017–2020, z toho minimálně v jednom ročníku mezi lety 2019–2020. Výjimkou se stali hráči a hráčky, jejichž družstvo odehrálo alespoň tři ze čtyř sezón v zonálních základních skupinách, tedy mimo světové skupiny, nebo pokud byl tenista minimálně dvacetkrát v kariéře nominován v Davis Cupu či Billie Jean King Cupu. Pro tyto hráče se kritérium snížilo na dvě povinné nominace v letech 2019–2020. Mezinárodní tenisová federace si ve výjimečných případech vyhradila uznat start i při nesplnění výše uvedených podmínek. Tenisté také museli udržovat dobré vztahy s národním tenisovým svazem.

### Ženská a mužská dvouhra
Oznámení kvalifikovaných hráčů učinila Mezinárodní tenisová federace na základě 56 nejvýše postavených hráčů a hráček na žebříčcích ATP a WTA ve vydáních z pondělí 14. června 2021 (po dohrání French Open). Limitujícím kritériem byla účast maximálně čtyř olympioniků z jednoho státu, respektive národního olympijského výboru (NOV). Pokud byli mezi prvními padesáti šesti hráči žebříčku více než čtyři tenisté jednoho národního svazu, pak do turnaje nastoupili pouze čtyři nejvýše klasifikovaní. Místa tenistů z pátých a dalších pozic v redukovaných národních žebříčcích obsadili hráči umístění za 56. pozicí žebříčku, kteří současně splňovali podmínku figurovat do čtvrtého místa v redukované klasifikaci vlastního státu. Žádní tenisté z jedné výpravy nebyli nalosováni do stejné čtvrtiny pavouka (výjimkou se stali náhradníci).
Zbylých osm míst, do počtu 64 hráčů, bylo rozděleno tenistům z americké, africké a asijské kontinentální kvalifikace ve formě kontinentálních her a nejvýše postaveným singlistům Evropy a Oceánie, jejichž stát neměl ve dvouhře zastoupení. Jedno místo bylo určeno pro bývalého olympijského vítěze či šampiona grandslamu a poslední účastník zastupoval hostitelský stát. Všichni museli splňovat podmínku umístění do 300. místa žebříčku.
| Klíč     | Klíč |
| -------- | --- |
| 64 hráčů | 56 nejvýše postavených na žebříčku ATP/WTA 2 vítěz a finalista Panamerických her 2019 1 vítěz Asijských her 2018 1 vítěz Afrických her 2019 1 nejvýše postavený singlista Evropy z výpravy bez dosavadní účasti v soutěži 1 nejvýše postavený singlista Oceánie z výpravy bez dosavadní účasti v soutěži 1 olympijský či grandslamový vítěz 1 singlista pořadatelského státu |

### Ženská a mužská čtyřhra
Do soutěží mužské a ženské čtyřhry se automaticky kvalifikovalo deset nejvýše postavených hráčů mužského deblového žebříčku ATP a prvních deset hráček ženského deblového žebříčku WTA ve vydání ze 14. června 2021. Tito tenisté mohli zvolit svého spoluhráče-krajana, jenž také figuroval do 300. místa na žebříčku dvouhry či čtyřhry.
Přímý postup si zajistilo minimálně 24 párů s nejnižším součtem kombinovaného žebříčku z pondělního vydání 14. června 2021, s podmínkou maximálně dvou párů na jednu zemi (pár tvořili tenisté z jednoho národního olympijského výboru). Pokud nebyla naplněna celková kvóta turnaje 86 singlistů a deblistů na pohlaví (mužů a žen), pokračovalo se dále v obsazování podle kombinovaného žebříčku. Jakmile byla kvóta 86 tenistů dosažena, kvalifikovaly se další dvojice na základě kombinovaného žebříčku se zohledněním singlové priority. Až 8 zbylých míst tak bylo doplněno páry s nejnižšími součty zohledňujícími vyšší žebříčkové postavení singlistů podle preference součtu: a) žebříčkového postavení obou členů ve dvouhře, b) žebříčkového postavení člena dvouhry a člena čtyřhry, c) žebříčkového postavení obou členů ve čtyřhře. Jedno místo bylo určeno pro dvojici pořadatelského státu. 
| Klíč    | Klíč |
| ------- | --- |
| 32 párů | 10 párů od hráčů Top 10 (v rámci „24 či více párů“) 24 či více párů s nejnižším součtem kombinovaného žebříčku do kvóty 86 až 8 párů s nejnižším součtem kombinovaného žebříčku dle singlové priority 1 pár pořadatelského státu |

### Smíšená čtyřhra
Do soutěže smíšené čtyřhry může národní olympijský výbor vyslat maximálně dvě dvojice, a v takovém případě každá z nich bude nalosována do jiné poloviny pavouka. Účastnit se mohli pouze tenisté, kteří již na olympiádě hráli dvouhru a/nebo čtyřhru. Patnáct párů s nejnižším součtem v kombinovaném žebříčku ze 14. června 2021 si zajistilo přímou účast. Jedno zbylé místo bylo určeno pro dvojici pořadatelského státu. Přihlášení párů do soutěže skončilo 27. července 2021 v 11:00 hodin místního času.
| Klíč    | Klíč                                                                          |
| ------- | ----------------------------------------------------------------------------- |
| 16 párů | 15 párů s nejnižším součtem kombinovaného žebříčku 1 pár pořadatelského státu |

## Herní systém a plán turnaje

### Herní systém

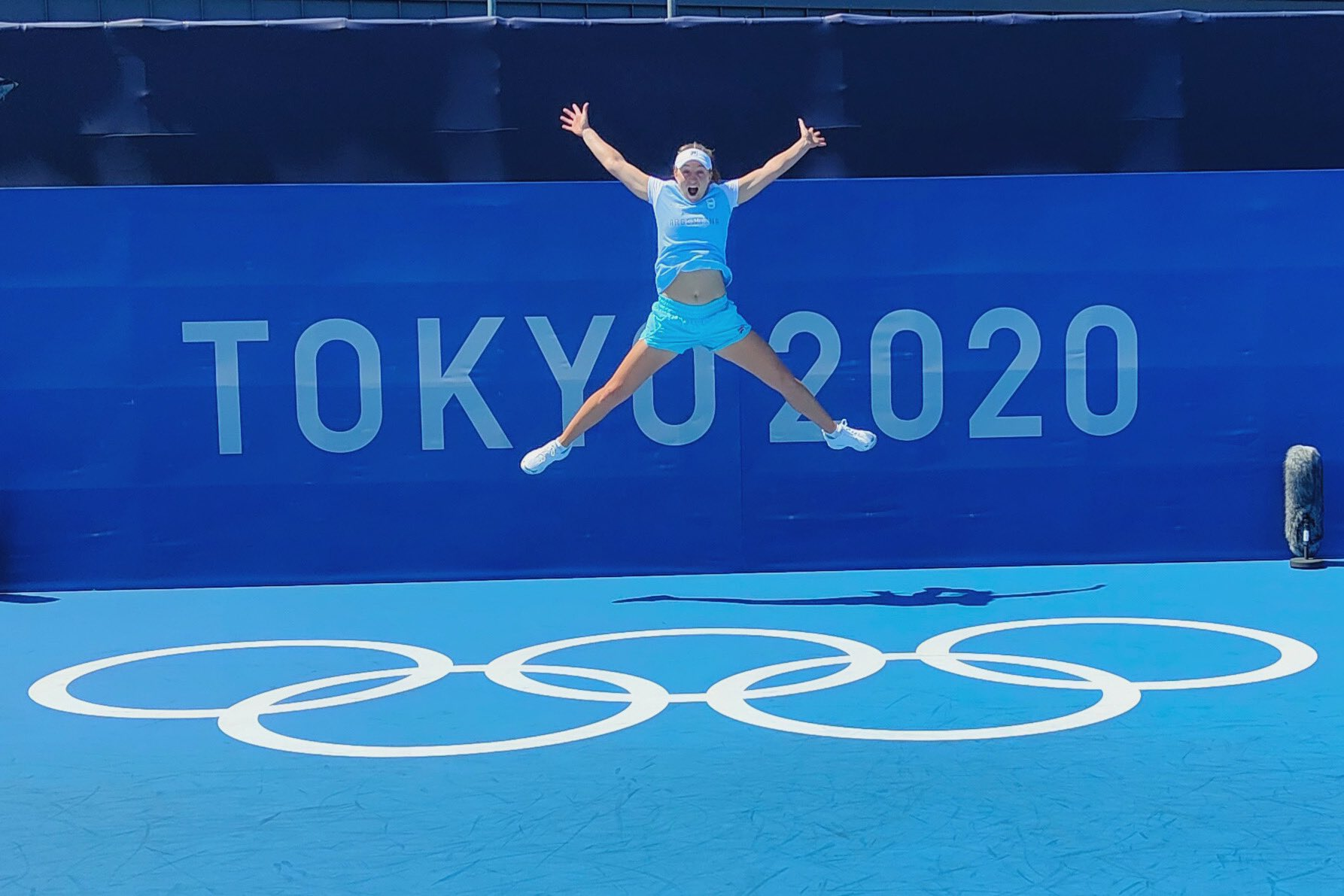
Argentinka Nadia Podoroská na dvorci areálu s olympijskou symbolikou

Všechny soutěže se hrály ve formátu vyřazovacího systému. Do mužské a ženské dvouhry nastoupilo 64 hráčů, což znamenalo šestikolový turnaj. Mužská a ženská čtyřhra zahrnovala 32 párů a smíšená čtyřhra pak 16 párů. Poražení semifinalisté se utkali v zápasech o bronzovou medaili.
Všechna utkání byla hrána na dvě vítězné sady včetně finále mužské dvouhry, které se na předchozích olympiádách konalo na tři vítězné sady. Sedmibodový tiebreak uzavíral všechny sety, pokud dospěly do stavu gamů 6–6. V rozhodující sadě čtyřher a mixu se konal pouze supertiebreak, v němž zvítězil pár po dosažení 10 bodů za podmínky rozdílu alespoň dvou míčů. Na LOH 2016 byl v rozhodujících setech deblových soutěží mužů a žen hrán 7bodový tiebreak.

### Harmonogram
Olympijský turnaj probíhal od soboty 24. července do neděle 1. srpna 2021. Po protestech tenistů na zápasy hrané kolem poledne ve vysokých teplotách a vlhkosti vzduchu, posunuli organizátoři od 29. července začátek hracích dnů na 15 hodin.
| Harmonogram     | Harmonogram  | Harmonogram  | Harmonogram  | Harmonogram  | Harmonogram  | Harmonogram  | Harmonogram  | Harmonogram  | Harmonogram  | Harmonogram  | Harmonogram  | Harmonogram |
| Datum           | 24. července | 25. července | 26. července | 27. července | 27. července | 28. července | 29. července | 30. července | 30. července | 31. července | 31. července | 1. srpna    |
| Zahájení        | 11:00        | 11:00        | 11:00        | 11:00        | 11:00        | 11:00        | 15:00        | 15:00        | 15:00        | 15:00        | 15:00        | 15:00       |
| --------------- | ------------ | ------------ | ------------ | ------------ | ------------ | ------------ | ------------ | ------------ | ------------ | ------------ | ------------ | ----------- |
| Mužská dvouhra  | 1. kolo      | 1. kolo      | 2. kolo      | 2. kolo      | 2. kolo      | 3. kolo      | čtvrtfinále  | semifinále   | semifinále   | o bronz      | o bronz      | o zlato     |
| Ženská dvouhra  | 1. kolo      | 1. kolo      | 2. kolo      | 3. kolo      | 3. kolo      | čtvrtfinále  | semifinále   | —            | —            | o bronz      | o zlato      | —           |
| Mužská čtyřhra  | 1. kolo      | 1. kolo      | 2. kolo      | čtvrtfinále  | čtvrtfinále  | semifinále   | —            | o bronz      | o zlato      | —            | —            | —           |
| Ženská čtyřhra  | 1. kolo      | 1. kolo      | 2. kolo      | 2. kolo      | čtvrtfinále  | čtvrtfinále  | semifinále   | —            | —            | o bronz      | o bronz      | o zlato     |
| Smíšená čtyřhra | —            | —            | —            | —            | —            | 1. kolo      | čtvrtfinále  | semifinále   | semifinále   | o bronz      | o bronz      | o zlato     |

## Účastnické země
- Argentina (7)
- Austrálie (10)
- Belgie (4)
- Bělorusko (3)
- Bolívie (1)
- Brazílie (7)
- Česko (6)
- Čína (5)
- Egypt (2)
- Estonsko (1)
- Francie (10)
- Gruzie (1)
- Chile (1)
- Chorvatsko (6)
- Indie (3)
- Itálie (6)
- Japonsko (11)
- Jižní Korea (1)
- Kanada (4)
- Kazachstán (7)
- Kolumbie (4)
- Lotyšsko (2)
- Mexiko (2)
- Nizozemsko (4)
- Německo (9)
- Nový Zéland (2)
- Paraguay (1)
- Peru (1)
- Polsko (6)
- Portugalsko (2)
- Rakousko (2)
- Sportovci ROV (8)
- Rumunsko (3)
- Řecko (2)
- Srbsko (5)
- Slovensko (3)
- Spojené státy americké (11)
- Španělsko (8)
- Švédsko (1)
- Švýcarsko (2)
- Tchaj-wan (5)
- Tunisko (1)
- Ukrajina (4)
- Uzbekistán (1)
- Velká Británie (6)

## Přehled medailí

### Medailisté
| Soutěž          | Zlato                                                             | Stříbro                                                        | Bronz                                                                  |
| Mužská dvouhra  | Alexander Zverev · Německo (GER)                                  | Karen Chačanov · Sportovci ROV (ROC)                           | Pablo Carreño Busta · Španělsko (ESP)                                  |
| Mužská čtyřhra  | Nikola Mektić · Chorvatsko (CRO) · Mate Pavić · Chorvatsko (CRO)  | Marin Čilić · Chorvatsko (CRO) · Ivan Dodig · Chorvatsko (CRO) | Marcus Daniell · Nový Zéland (NZL) · Michael Venus · Nový Zéland (NZL) |
|                 |                                                                   |                                                                |                                                                        |
| Ženská dvouhra  | Belinda Bencicová · Švýcarsko (SUI)                               | Markéta Vondroušová · Česko (CZE)                              | Elina Svitolinová · Ukrajina (UKR)                                     |
| Ženská čtyřhra  | Barbora Krejčíková · Kateřina Siniaková · Česko (CZE)             | Belinda Bencicová · Viktorija Golubicová · Švýcarsko (SUI)     | Laura Pigossiová · Luisa Stefaniová · Brazílie (BRA)                   |
|                 |                                                                   |                                                                |                                                                        |
| Smíšená čtyřhra | Anastasija Pavljučenkovová · Andrej Rubljov · Sportovci ROV (ROC) | Jelena Vesninová · Aslan Karacev · Sportovci ROV (ROC)         | Ashleigh Bartyová · John Peers · Austrálie (AUS)                       |

### Pořadí národů
| Pořadí       | Země          | Zlato | Stříbro | Bronz | Celkem |
| 1.           | Sportovci ROV | 1     | 2       | 0     | 3      |
| 2.           | Česko         | 1     | 1       | 0     | 2      |
| 2.           | Chorvatsko    | 1     | 1       | 0     | 2      |
| 2.           | Švýcarsko     | 1     | 1       | 0     | 2      |
| 5.           | Německo       | 1     | 0       | 0     | 1      |
| 6.           | Austrálie     | 0     | 0       | 1     | 1      |
| 6.           | Brazílie      | 0     | 0       | 1     | 1      |
| 6.           | Nový Zéland   | 0     | 0       | 1     | 1      |
| 6.           | Španělsko     | 0     | 0       | 1     | 1      |
| 6.           | Ukrajina      | 0     | 0       | 1     | 1      |
| Sady medailí | Sady medailí  | 5     | 5       | 5     | 15     |